# Pisenus formosanus
Pisenus formosanus is een keversoort uit de familie winterkevers (Tetratomidae). De wetenschappelijke naam van de soort werd in 1974 gepubliceerd door Mutsuo Miyatake.